# Umberto Pugliese
Isacco Umberto Pugliese (Alessandria, 13 gennaio 1880 – Sorrento, 15 luglio 1961) è stato un generale italiano.

## Biografia
Nacque ad Alessandria il 13 gennaio 1880, appartenente ad una famiglia di religione ebraica. Ammesso tredicenne alla Regia Accademia Navale di Livorno conseguì cinque anni dopo la promozione a guardiamarina, laureandosi nel 1901 in ingegneria navale e meccanica presso la Scuola superiore navale di Genova entrando l'anno successivo nel Genio Navale, prestando servizio presso lo stabilimento di Castellammare di Stabia e l'Arsenale di La Spezia.
Successivamente si imbarcò sulle corazzate Vittorio Emanuele e Regina Margherita. In occasione del terremoto di Messina del 1908 si distinse nelle operazioni di soccorso meritando una menzione di merito.
Nel 1912 fu assegnato al Comitato per l'esame dei progetti delle navi collaborando nel decennio successivo col generale Edgardo Ferrati alla progettazione di navi da battaglia.
Dal 1925 al 1931 fu direttore dello stabilimento di Castellammare di Stabia e successivamente delle costruzioni navali alla Spezia dove seguì l'allestimento dell'incrociatore pesante Zara e dell'incrociatore leggero Diaz, le cui realizzazioni vennero eseguite nei cantieri del Muggiano dalla società Odero-Terni-Orlando.
Promosso generale del genio navale per meriti eccezionali, venne preposto nel febbraio 1931 alla Direzione generale delle Costruzioni navali e meccaniche presso il Ministero della Marina, collaborando alla progettazione degli incrociatori leggeri delle classi Montecuccoli e Duca d'Aosta, ideando il torrione di comando per corazzate e incrociatori, eliminando le precedenti sovrastrutture che costituivano un bersaglio cospicuo e sprotetto, in quanto essendo distese su ampia superficie delle navi erano più facilmente esposte alle offese; la nuova concezione del torrione destò interesse anche all'estero, tanto che venne adottato dalla Marina Sovietica per i suoi incrociatori della classe Maxim Gor'kij.
Successivamente collaborò alla ricostruzione delle corazzate Duilio e Cavour e fu il progettista delle navi da battaglia da 35.000 tonnellate Classe Littorio. Per queste unità venne adottato un sistema di protezione antisommergibile denominato Cilindri Pugliese. Tale brevetto lo donò allo Stato Italiano. Nel 1937 fu insignito dell'onorificenza di Cavaliere di Gran Croce insignito di Gran cordone dell'Ordine della Corona d'Italia
La sua carriera venne arrestata dalla proclamazione delle Leggi razziali del 1938 e in quanto ebreo allontanato dal servizio. Nel novembre 1940 in seguito alla notte di Taranto, in cui gli aerosiluranti inglesi provocarono gravi danni alle unità alla fonda nella base di Taranto le gerarchie della Regia Marina chiesero il suo aiuto ed egli, senza condizioni o risentimenti, partì immediatamente per Taranto per prestare la sua consulenza ai lavori di recupero e riparazione ma chiedendo solo di farlo indossando la divisa militare. Gli effetti dell'attacco inglese furono notevoli poiché tre navi da battaglia (Littorio, Duilio, Cavour) furono colpite da siluri e messe fuori combattimento.
Avvalsosi di alcune scappatoie previste dalla legislazione razziale italiana, che prevedeva di dichiarare non applicabili le disposizioni antisemite ad alcune categorie speciali (art. 14 del R.D.L. n. 1728) compreso chi aveva acquisito "eccezionali benemerenze", nel luglio 1941 venne revocato il decreto con il quale era stato disposto il suo collocamento in congedo assoluto.
Pochi giorni prima della Proclamazione dell'armistizio venne insignito dal Re Vittorio Emanuele III dell'onorificenza di Cavaliere di Gran Croce dell'Ordine dei Santi Maurizio e Lazzaro.
Dopo l'armistizio di Cassibile e l'occupazione tedesca dell'Italia, gli ebrei italiani furono perseguitati e la stessa sorte toccò a lui, che nel gennaio 1944 fu catturato a Roma dalle SS, che ne disposero la detenzione nella prigione di via Tasso. Rilasciato successivamente sulla parola, fuggì nel Nord Italia, dove sperava di trovare la sorella Gemma, che però, nel novembre 1943, era stata arrestata a Sanremo e deportata ad Auschwitz, da dove non fece più ritorno. Il 18 gennaio 1945, al compimento del sessantacinquesimo anno di età, venne collocato in ausiliaria.
Dopo la guerra fu presidente dell'Istituto nazionale per gli Studi e le esperienze di architettura navale, carica che ricoprì fino all'inizio del 1961. Nel maggio 1954, raggiunti i limiti d'età, venne collocato in congedo assoluto. Si spense a Sorrento il 15 luglio 1961.

### Fonti
1. ↑  http://www.treccani.it/enciclopedia/umberto-pugliese_(Dizionario-Biografico)
2. ↑  Gazzetta Ufficiale del Regno d'Italia n.267 del 18 novembre 1937, pag.6.